# Jenö Halmaji Bor
Jenö Halmaji Bor, madžarski general, * 1895, † 1980.